# Demir Mulić
Demir Mulić (Servisch: Демир Мулић) (Bijelo Polje, 18 mei 1993) is een Montenegrijns mountainbiker en wegwielrenner.

## Carrière
In 2013, 2015 en 2016 werd Mulić nationaal kampioen crosscountry. In 2014 eindigde enkel Miloš Nikčević voor hem. Daarnaast nam hij in 2015 deel aan de crosscountry op de eerste Europese Spelen, waar hij vroegtijdig uit koers werd gehaald.
Op de weg eindigde hij in 2015, achter Goran Cerović, als tweede op het nationale wegkampioenschap. Een jaar later won hij wel, door 25 seconden voor Dragan Jašović solo als eerste over de finish te komen.

## Wegwielrennen

### Overwinningen
2016
 Montenegrijns kampioen op de weg, Elite